# 魚鉤海螄螺
魚鉤海螄螺（学名：[Epitonium harpago] 错误：{{Lang}}：文本有斜体标记（帮助））为海螄螺科海螄螺屬下的一个种。